# 六线风鸟属
是极乐鸟科下的一个属。

## 分類歷史
該屬由法國鳥類學家路易·皮埃尔·维埃约於1816年描述。其模式種為描述僅歸於該屬下，乔治-路易·勒克莱尔·德·布丰所提及的「Sifilet」，即青铜六线风鸟。其屬名是由par（意為「近」）和古希臘語（羅馬化：ōtos，意為「耳朵」）組成，指的是「耳邊的毛髮卷曲」，即該屬的雄鳥頭部每側有六根羽毛的特徵。

## 下属物种
本属包括以下物种：
| 圖片 | 中文名         | 學名 | 命名者、命名時間   |
| ---- | -------------- | ---- | ------------------ |
|      | 阿法六线风鸟   |      | (Pennant, 1781)    |
|      | 白胁六线风鸟   |      | Meyer, AB, 1894    |
|      | 青铜六线风鸟   |      | Kleinschmidt, 1897 |
|      | 劳氏六线风鸟   |      | Ramsay, EP, 1885   |
|      | 東方六線天堂鳥 |      | De Vis, 1897       |
|      | 瓦氏六线风鸟   |      | Rothschild, 1906   |

## 外部連結
- 维基共享资源上的相關多媒體資源：六线风鸟属
- 維基物種上的相關：六线风鸟属